# Lista de vencedores da prova Tirreno-Adriático de ciclismo
Tirreno-Adriático é uma corrida de ciclismo de estrada que segue uma rota entre o Mar Tirreno e o Mar Adriático, que banham a Itália. É disputada tradicionalmente no início de Março e é considerada como uma importante preparação para a Milão-Sanremo.

## Lista de Vencedores
| Ano  | Vencedor             | Etapas | Extensão (km) |
| ---- | -------------------- | ------ | ------------- |
| 1966 | Dino Zandegù         | 3      | 604           |
| 1967 | Franco Bitossi       | 5      | 1,068         |
| 1968 | Claudio Michelotto   | 5      | 1,037         |
| 1969 | Carlo Chiappano      | 5      | 946           |
| 1970 | Antoon Houbrechts    | 5      | 913           |
| 1971 | Italo Zilioli        | 5      | 985           |
| 1972 | Roger de Vlaeminck   | 5      | 884           |
| 1973 | Roger de Vlaeminck   | 5      | 582           |
| 1974 | Roger de Vlaeminck   | 5      | 781           |
| 1975 | Roger de Vlaeminck   | 5      | 816           |
| 1976 | Roger de Vlaeminck   | 5      | 882           |
| 1977 | Roger de Vlaeminck   | 5      | 809           |
| 1978 | Giuseppe Saronni     | 5      | 864           |
| 1979 | Knut Knudsen         | 5      | 916           |
| 1980 | Francesco Moser      | 5      | 814           |
| 1981 | Francesco Moser      | 5      | 835           |
| 1982 | Giuseppe Saronni     | 5      | 820           |
| 1983 | Roberto Visentini    | 5      | 857           |
| 1984 | Tommy Prim           | 6      | 1,043         |
| 1985 | Joop Zoetemelk       | 6      | 1,011         |
| 1986 | Luciano Rabottini    | 6      | 981           |
| 1987 | Rolf Sørensen        | 6      | 936           |
| 1988 | Erich Mächler        | 6      | 930           |
| 1989 | Tony Rominger        | 7      | 1,071         |
| 1990 | Tony Rominger        | 8      | 1,041         |
| 1991 | Herminio Díaz-Zabala | 8      | 1,317         |
| 1992 | Rolf Sørensen        | 8      | 1,166         |
| 1993 | Maurizio Fondriest   | 8      | 1,431         |
| 1994 | Giorgio Furlan       | 8      | 1,316         |
| 1995 | Stefano Colagé       | 8      | 1,422         |
| 1996 | Francesco Casagrande | 8      | 1,370         |
| 1997 | Roberto Petito       | 8      | 1,162         |
| 1998 | Rolf Järmann         | 8      | 1,437         |
| 1999 | Michele Bartoli      | 8      | 1,412         |
| 2000 | Abraham Olano        | 8      | 1,249         |
| 2001 | Davide Rebellin      | 8      | 1,155         |
| 2002 | Erik Dekker          | 7      | 1,049         |
| 2003 | Filippo Pozzato      | 7      | 1,235         |
| 2004 | Paolo Bettini        | 7      | 1,228         |
| 2005 | Óscar Freire         | 7      | 1,214         |
| 2006 | Thomas Dekker        | 7      | 1,108         |
| 2007 | Andreas Klöden       | 7      | 1,097         |
| 2008 | Fabian Cancellara    | 7      | 1,122         |
| 2009 | Michele Scarponi     | 7      | 1,095         |
| 2010 | Stefano Garzelli     | 7      | 1,229         |